# Blauet nan africà
El Blauet nan africà o blauet pigmeu africà (Ispidina picta) és una espècie d'ocell de la família dels alcedínids (Alcedinidae) que habita sabanes i boscos de la major part de l'Àfrica Subsahariana, mancant del sud-oest i la banya d'Àfrica.